# 比屋定篤子
比屋定 篤子（ひやじょう あつこ、1971年12月24日 - ）は、日本のシンガーソングライター。沖縄県那覇市出身。

## 経歴
武蔵野美術大学視覚伝達デザイン科在学中に同大学のラテン・アメリカ研究会に参加。卒業後の1997年に1stシングル「今宵このまま」でMint Ageからメジャー・デビュー。
2001年に結婚・出産のため沖縄へ帰郷。2002年に活動再開し、2004年にHappiness Recordsへ移籍。
2016年にソニー在籍時のベスト・アルバム『昨日と違う今日〜比屋定篤子ベスト&レア』をリリース。2017年には小西康陽の7inchプロジェクトで「まわれ まわれ」がアナログ化された。

## ディスコグラフィ

### シングル
|                          | 発売日         | タイトル                                    | 規格品番                       | チャート |
| オリコン                 | 発売日         | タイトル                                    | 規格品番                       |          |
| Mint Age                 | Mint Age       | Mint Age                                    | Mint Age                       | Mint Age |
| ------------------------ | -------------- | ------------------------------------------- | ------------------------------ | -------- |
| 1st                      | 1997年6月21日  | 今宵このまま                                | ESCB-1826                      | -        |
| 2nd                      | 1997年10月22日 | 君の住む街にとんで行きたい                  | ESCB-1838                      | -        |
| 3rd                      | 1998年4月22日  | Sweet Rhapsody                              | ESCB-1879                      | -        |
| Sony Music Entertainment |                |                                             |                                |          |
| 4th                      | 1998年8月1日   | まわれ まわれ/青い自転車                    | AIDT-5008 (8cmCD)              | -        |
| 5th                      | 1998年11月21日 | メビウス                                    | AIDT-5019 (8cmCD)              | -        |
| 6th                      | 1999年7月23日  | 七色神話                                    | AICT-1095                      | -        |
| 7th                      | 1999年9月22日  | オレンジ色の午後に/ルア・ラランジャのテーマ | AICT-1131                      | -        |
| Sony Music Direct        |                |                                             |                                |          |
| 8th                      | 2016年9月23日  | メビウス/光のダンス                         | DQKL-3279 (7inch)              | -        |
| Rainbo Records           |                |                                             |                                |          |
| 9th                      | 2017年3月22日  | まわれ まわれ/Sweet Rhapsody                | MHKL-4：完全限定生産盤 (7inch) | 186位    |

### アルバム
|                          | 発売日         | タイトル                                | 規格品番   |
| Mint Age                 | Mint Age       | Mint Age                                | Mint Age   |
| ------------------------ | -------------- | --------------------------------------- | ---------- |
| 1st                      | 1997年12月12日 | のすたるじあ                            | ESCB-1857  |
| Sony Music Entertainment |                |                                         |            |
| 2nd                      | 1999年2月20日  | ささやかれた夢の話                      | AICT-1042  |
| 3rd                      | 1999年10月1日  | Lua Laranja -ルア・ラランジャ-          | AICT-1132  |
| Happiness Records        |                |                                         |            |
| 4th                      | 2004年2月      | ひやじょう                              | HRCD-022   |
| 5th                      | 2007年11月21日 | A Million Smiles -ミリオン・スマイルズ- | HRAD-00029 |

### その他アルバム
|                   | 発売日            | タイトル                              | 規格品番                  |
| Happiness Records | Happiness Records | Happiness Records                     | Happiness Records         |
| ----------------- | ----------------- | ------------------------------------- | ------------------------- |
| ライブアルバム    | 2006年5月3日      | LIVE+ -ライブ・プラス-                | HRAD-00012                |
| GT music          |                   |                                       |                           |
| ベストアルバム    | 2016年11月23日    | 昨日と違う今日〜比屋定篤子ベスト&レア | MHCL-30424 (Blu-spec CD2) |

### 流線形と比屋定篤子

#### シングル
- 「まわれ まわれ/ナチュラル・ウーマン」（2016年12月21日、7inch）

#### アルバム
- 『NATURAL WOMAN -ナチュラル・ウーマン-』（2009年11月4日）

### その他参加作品
比屋定篤子 公式サイト参照。
- 南佳孝
  - 『冬のアメリカンチェリー』（1998年9月19日・「危険な関係」ゲストボーカル参加）
  - 『NUDE VOICE』（2001年2月21日 / 「ナイト・アンド・デイ」コーラス参加）
- ヨシンバ『042』（1999年4月21日・「これを恋と云えましょうか」コーラス参加・マリリン・マンゴスチン名義）
- ハシケン プレゼンツ「ワイド」（2001年・コーラス参加）
- V.A.
  - 『BOSSA NA MODA voce bianca』（2001年9月12日・「甘い気持ち」「空色の花」収録）
  - 『Sala da Bossa*』（2002年7月24日・「さら さら」「月の宝石」収録）
  - 『Clear〜world spiritual voices〜』（2002年12月18日・「いつもの席で」収録）
  - 『TOKYO BOSSA NOVA 〜lua〜』（2003年・「心溶かして」収録）
  - 『琉球的哀華』（2003年6月4日・「てぃんさぐぬ花」収録）
  - 『ちむちゅらさ唄』（2004年・「てぃんさぐぬ花」収録）
  - .『いちばんきれいな水 オリジナル・サウンドトラック』（2006年9月20日・「自転車ドリームpart2」作詞・歌唱参加）
  - 『Nosso Tom - Antonio Carlos jobim songbook』（2007年・「Ela É Carioca」歌唱参加）
  - 『みんないい。〜今唄う金子みすゞの世界〜』（2007年・「りこうな櫻んぼ」作曲・歌唱参加）
  - 『おきなわのホームソング その3』（2008年5月21日・比屋定篤子と里実咲「ね・ね・ね・」歌唱参加）
  - 『TOKYO “BOSSA” STORY』（2008年11月5日・「ラブ・ストーリーは突然に」歌唱参加）
  - 『お気に入りのうた〜Favorite Songs〜』（2008年11月26日・「異邦人」「オリビアを聴きながら」「M」「雪の華」歌唱参加）
  - V.A.『普久原メロディー』（2011年10月26日・普久原恒勇トリビュート・アルバム・「島々美しゃ」歌唱参加）
- フィン・トン（菅原弘明・笹子重治・比屋定篤子）『Fin-Tong -フィン・トン-』（2001年11月21日）
- 下地勇『開拓者』 （2005年7月21日・「ネマの娘」コーラス参加）
- GIRA MUNDO『Cidade de luz』（2007年5月30日・大貫妙子「Your Love」作詞参加）
- 日野良一『黄昏サンバ』（2007年10月17日・「八月の雲」ゲストボーカル参加）
- 笹子重治『ONAKA - IPPAI』（2010年8月25日・「波のローラー」「一緒に帰ろう」作詞・歌唱参加）
- 比屋定篤子×サトウユウ子『RYUKYU STANDARD』（2015年11月11日）

## タイアップ
| 使用楽曲              | タイアップ                                                     |
| --------------------- | -------------------------------------------------------------- |
| メビウス              | 毎日放送『世界ウルルン滞在記』エンディングテーマ (1998年)      |
| 自転車ドリームpart2   | 映画『いちばんきれいな水』挿入歌 (2006年)                      |
| スマイル そして明日へ | 徳里産業「Conformシリーズ」CMソング (2007年)                   |
| おきなわ わわわ!      | テレビせとうち「しまじろうのわお!」エンディングテーマ (2016年) |